# Berlin–Cottbus–Berlin 1954
Berlin–Cottbus–Berlin 1954 war die 36. Austragung des traditionsreichen Eintagesrennens Berlin–Cottbus–Berlin in den Spreewald und zurück nach Berlin. Ausgetragen wurde das Rennen für die Fahrer der drei Leistungsklassen der DDR über 180 Kilometer. Das Rennen fand am 25. April statt. Abweichend von der Standardstrecke führte das Rennen nur bis zum Wendepunkt nach Lübben.

## Rennverlauf
Organisator des Rennens war die BSG Rotation Berlin mit Unterstützung der Zeitung Neues Deutschland. Es war der letzte Start für die Fahrer der DDR-Nationalmannschaft vor der Internationalen Friedensfahrt. Das Rennen war für alle Klassen im DDR-Radsport ausgeschrieben und hatte mehr als 400 Startmeldungen zu verzeichnen. Start und Ziel war der Senefelderplatz. 17 Fahrer der Leistungsklasse II starteten mit vier Minuten Vorgabe vor 29 Fahrern der Leistungsklasse I. Benno Funda gab nach zwei Rennstunden mit Sitzbeschwerden auf, Dieter Lüder fiel nach einem Schaltungsschaden zurück, Georg Stoltze hatte schon kurz nach dem Start einen Radschaden, den er nicht beheben konnte.
Den Wendepunkt in Lübben erreichte eine Spitzengruppe der Leistungsklasse II mit knapp zwei Minuten Vorsprung. Beim Kilometer 130 waren die Spitzenfahrer der Leistungsklasse I nach vorn gefahren. 18 Fahrer erreichten gemeinsam das Ziel, wobei Werner Malitz im Endspurt auf der ansteigenden Zielgeraden seine Konkurrenten sicher schlug.
|     | Fahrer             | Ort                        | Zeit (h) |
| --- | ------------------ | -------------------------- | -------- |
| 01. | Werner Malitz      | BSG Einheit Berliner Bär   | 5:09:22  |
| 02. | Gustav-Adolf Schur | BSG Aufbau Börde Magdeburg | + 0 s    |
| 03. | Heinz Busse        | BSG Empor Nord Berlin      | + 0 s    |
| 04. | Heinz Jakob        | BSG Rotation Berlin        | + 0 s    |
| 05. | Erich Schulz       | BSG Post Berlin            | + 0 s    |
| 06. | Dieter Köhler      | BSG Stahl Eisleben         | + 0 s    |
| 07. | Jürgen Gallinge    | BSG Einheit Berliner Bär   | + 0 s    |
| 08. | Manfred Kubenka    | Turbine Lautawerk          | + 0 s    |
| 09. | Siegwart Glaser    | Turbine Wasserwerke Berlin | + 0 s    |
| 10. | Joachim Eckert     | Stahl Eisleben             | + 0 s    |
| 0 … |                    |                            |          |